# Memphis (Design)
Die Mailänder Gruppe Memphis war ein 1980 gegründeter Zusammenschluss von Möbel-, Textil und Keramikdesignern der Postmoderne. Ebenso bezeichnet Memphis die Kollektion der Gruppe sowie deren Firma (1981–88). Ähnlich der Vorgängerbewegung Studio Alchimia brach Memphis mit den vorherrschenden Regeln des Funktionalismus. Im Gegensatz zu Alchimia wollte Memphis jedoch aus der internationalen Anerkennung des Italienischen Anti-Designs Profit schlagen und seine Produkte gewinnbringend vermarkten.

## Merkmale

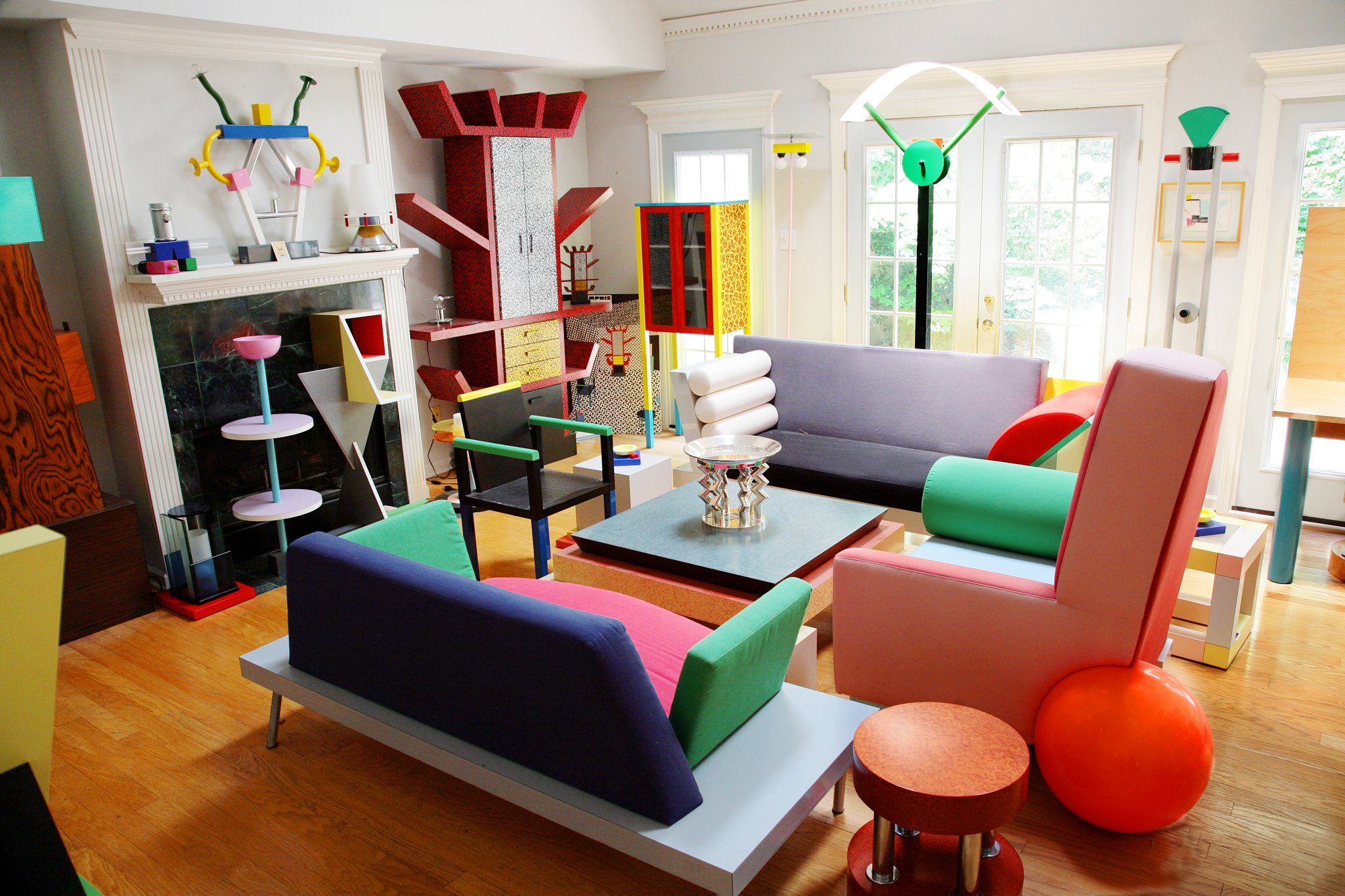
Objekte der Memphis Group

Die ehemaligen Studio Alchimia Mitglieder Michele De Lucchi und Ettore Sottsass wandten sich, erbost über die Selbstherrlichkeit der Industrieauftraggeber, mit ihrer Gruppierung gegen die gängige Praxis, dass allein Auftraggeber über das Was, Wann und Wie von Produkten bestimmen konnten. Mit ihren individuellen künstlerischen Impulsen, die dennoch von einer gestalterischen Systematik und Regelhaftigkeit gebrochen wurden, irritierte und verstörte die Mailänder Designgruppe die internationale Szene nachhaltig.
Die vordergründige Funktionalität von Designobjekten stellte Memphis radikal in Frage. Alltagsformen wurden positiv, lustvoll und phantasievoll interpretiert. Im Vordergrund steht das Möbel als Ikone mit hohem Wiedererkennungswert. Möbel wurden aus elementaren Formen (Kegel, Kugeln, Pyramiden, Würfel) zusammengesetzt und mit grellen Kunststofflaminaten beschichtet. Die unverwechselbare Optik der Memphis-Entwürfe sorgte für eine weltweite Verbreitung, die meist auf Hochglanz-Magazine, Museen und Privatsammlungen begrenzt war.
Memphis versuchte verschiedenste, internationale, kulturelle Einflüsse in sein Design zu integrieren. Die stilistisch vielfältig gestalteten Objekte sollten überall auf der Welt Absatzmöglichkeiten finden. So wurde Memphis auch, in Bezug auf die Designrichtung der 30er Jahre, ironisch als New International Style bezeichnet.

## Namensgebung und Geschichte
In seiner Mailänder Wohnung organisierte Ettore Sottsass am 11. Dezember 1980 ein Treffen mit einigen befreundeten Jungdesignern, bei dem sich die Gruppe Memphis gründete. Unter den Anwesenden befanden sich unter anderen Michele De Lucchi, Matteo Thun und Barbara Radice. Während des Treffens lief auf dem Plattenspieler der Bob Dylan-Song Stuck Inside of Mobile with the Memphis Blues Again, die Nadel blieb hängen und so tönte es immer wieder „Memphis Blues Again“. Sottsass schlug „Memphis“ als Namen für die neue Formation vor, da Memphis einerseits für die alte Ägyptische Herrscherstadt stehe, andererseits für die Stadt in Tennessee, USA, die untrennbar mit Rock ’n’ Roll und dem Namen Elvis Presley verbunden sei.
Am 18. September 1981 wurde die erste Memphis-Kollektion zur Möbelmesse in Mailand präsentiert und vom Publikum begeistert aufgenommen. Die Ausstellung umfasste insgesamt 31 Möbelstücke, elf Keramiken, drei Uhren und zehn Leuchten. Neben den ehemaligen Alchimia Mitgliedern Sottsass, de Lucchi und Andrea Branzi steuerten zahlreiche internationalen Architekten und Designer, unter anderen Matteo Thun, Arata Isozaki, Michael Graves, Shiro Kuramata, Javier Mariscal, Nathalie du Pasquier und Hans Hollein Entwürfe zu Memphis’ Kollektionen bei.
Die Januar-Ausgabe 1983 der kleinen Hamburger Modezeitschrift Mode und Wohnen stellte das Apartment von Karl Lagerfeld in Monaco ausführlich vor, das Andrée Putman für den Modemacher vollständig mit Memphis-Möbeln und Leuchten ausgestattet hatte. Die Fotos der Reportage von Regina Spelman stammen von Jacques Schumacher. Auch nachdem Lagerfeld diese Objekte im Oktober 1991 bei Sotheby’s in Monaco versteigern ließ, betonte er noch die Relevanz des Kulturphänomens Memphis. Es gäbe, sagte er, „noch nichts für die neunziger Jahre,“ was „so stark und persönlich wäre wie Memphis.“
Im Jahr 1986 formierte sich die zweite Generation von Memphis Designern 12 New bestehend aus zwölf unbekannten jungen Designern, unter ihnen Massimo Iosa Ghini und Shuji Hisada. Da die Popularität unter dem negativen Einfluss von vielen schlechten Kopien spürbar abnahm, löste sich die Gruppe 1988 auf.

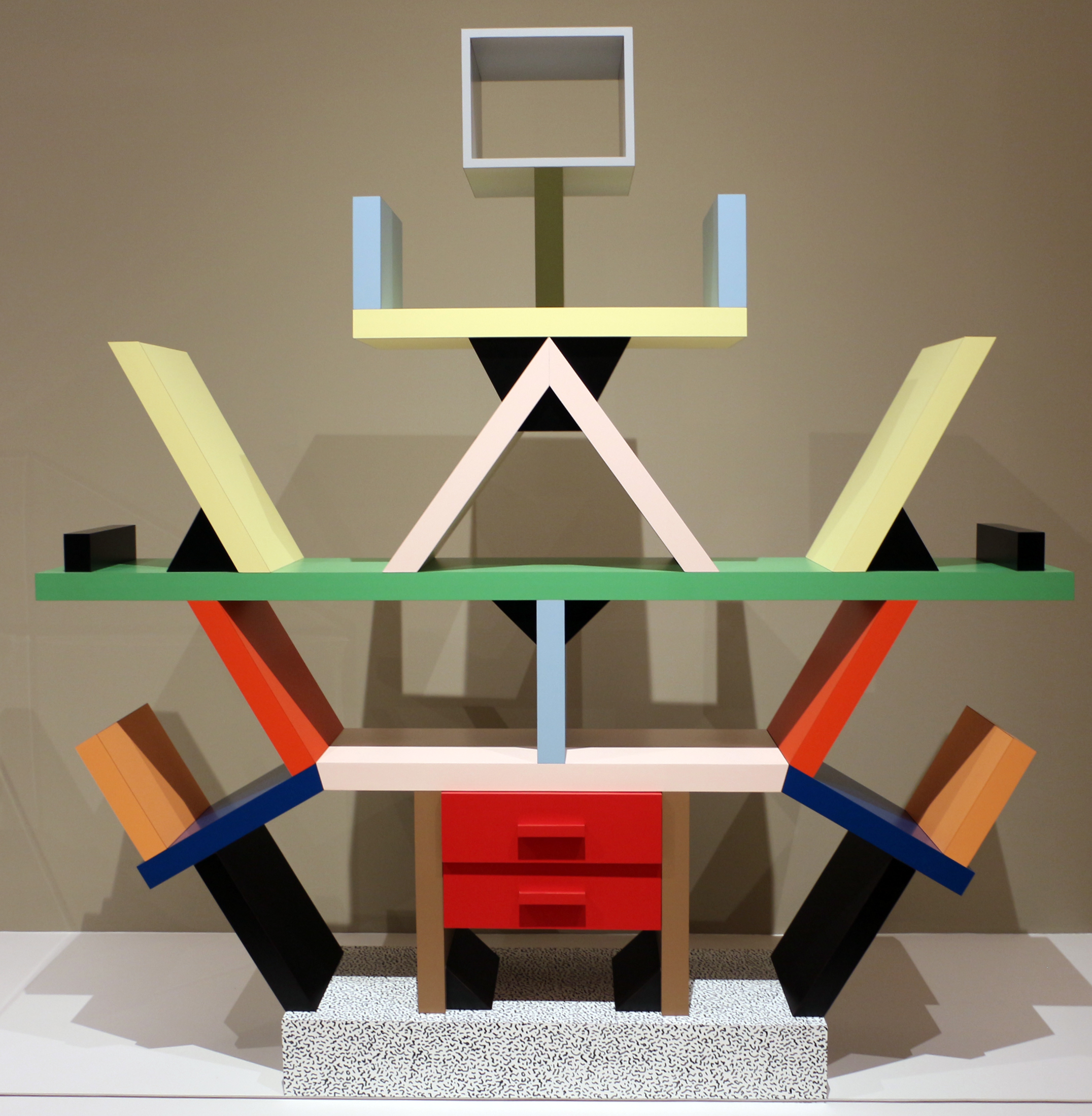
Ettore Sottsas, Regal Carlton 1981

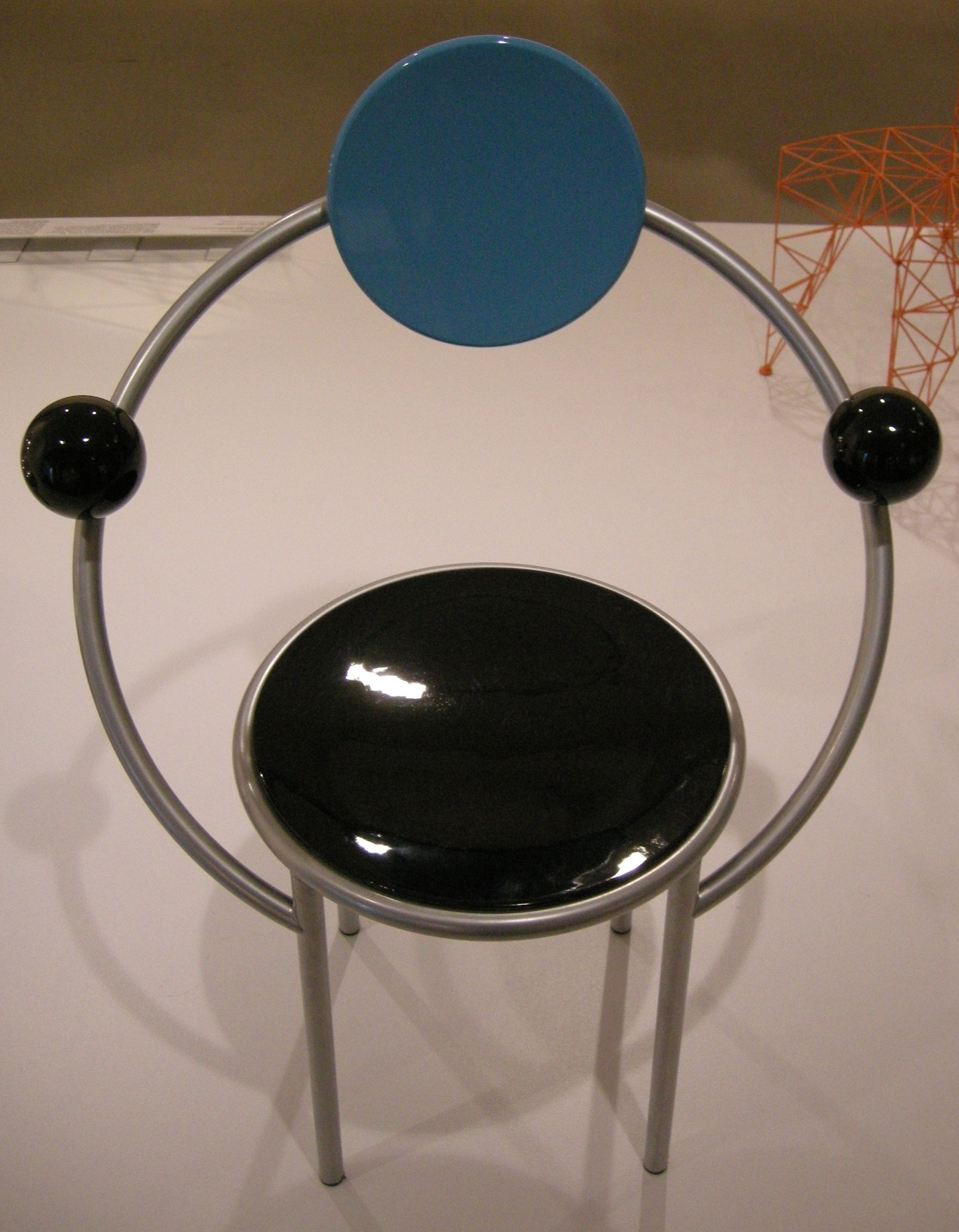
Michele de Lucchi, Stuhl First für Memphis, 1983

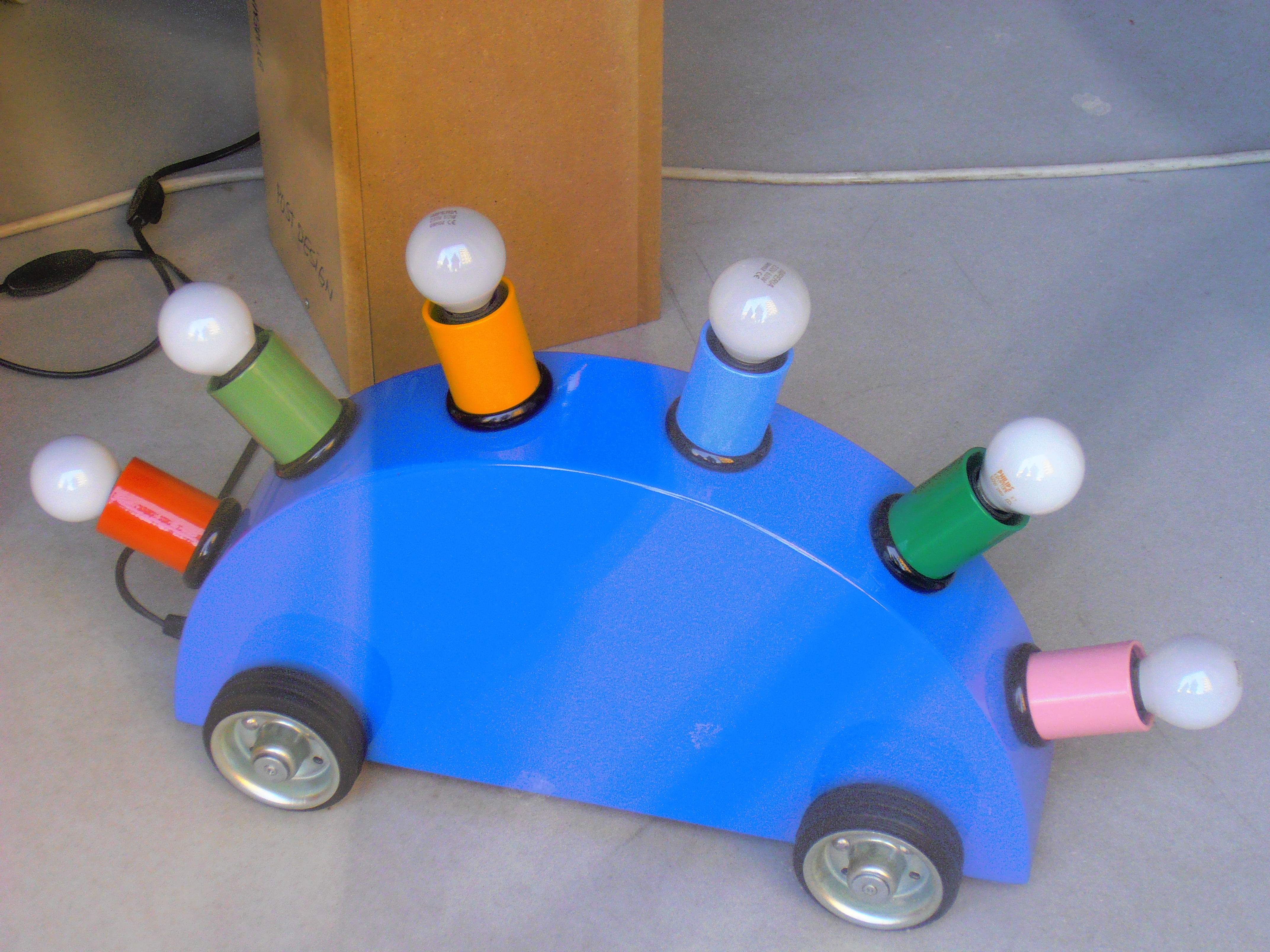
Martine Bedin, Leuchte Super für Memphis, 1981

## Werke
In dem von Ettore Sottsass 1980/1981 entworfenen Regal Carlton (ital. mobile divosorio) vereinen sich zahlreiche für Memphis typische Stilelemente: die bunt laminierten Regalböden, der fast völlige Verzicht auf rechte Winkel, die verspielte Ästhetik und das unzweckmäßige Design verwischen die Grenze zwischen Möbelstück und Plastik. Das zerlegbare Regal ist eines der bekanntesten Memphis Designobjekte und wird bis heute hergestellt.

## Kritik und Bedeutung
Die Entwürfe Memphis’ markieren das Ende und den Höhepunkt der Italienischen Anti-Funktionellen Designbewegung seit den 1960er Jahren. Die Gruppe etablierte eine ungekannte stilistische Beliebigkeit und brach endgültig mit den im Design vorherrschenden Doktrinen Form Follows Function oder less is more.
Vor allem in Deutschland, dessen professionelle Designszene damals vorwiegend durch Absolventen der Hochschule für Gestaltung Ulm geprägt war, stieß der „Abweg“ der Memphis-Designer zunächst auf blankes Entsetzen. Nach der ersten Phase erbitterter Ablehnung versuchten einige Ex-Ulmer jedoch eine vorsichtige Annäherung, indem sie die Elementar-Formen und Schockfarben in abgeschwächter Form für eigene Entwürfe nutzten. Andererseits ermutigte Memphis eine ganze Generation von deutschen Jungdesignern, die als Neues deutsches Design ebenfalls nach alternativen Inhalten, Produktions- und Vertriebsformen suchten.
Geschaffen in den 1980ern, erlangte der quietschbunt-geometrische Stil seine größte Popularität in den 1990ern, wo er als weitgehend akzeptierte Popkultur starken Einfluss auf das Design von Möbeln, Architektur und Haushaltsgegenständen nahm.
In den späten 2010er Jahren entwickelte sich ein bunter, flacher, geometrischer Kunststil namens Corporate Memphis, der häufig mit Big-Tech-Illustrationen in Verbindung gebracht wird und dessen Namen auf die Memphis-Gruppe anspielt.

## Wichtigste Vertreter
- Ettore Sottsass
- Michele De Lucchi
- Matteo Thun
- Aldo Cibic
- Martine Bedin